# Darko Tofiłoski
Darko Tofiłoski (ur. 13 stycznia 1986) – macedoński piłkarz grający na pozycji bramkarza w słowackim MFK Košice.